# Gonia maculipennis
Gonia maculipennis là một loài ruồi trong họ Tachinidae.